# Факултет за пословне студије и право Универзитета Унион — Никола Тесла
Факултет за пословне студије и право (скраћено ФПСП) је високошколска јединица која је у својству правног лица део Универзитета Унион — Никола Тесла. Налази се у Београду, са високошколском јединицом у Трстенику. Актуелни декан је Милан Радосављевић.

## Студије
Основне академске студије
- Менаџмент
- Пословна економија
- Право
- Безбедност

Мастер академске студије
- Организација
- Пословна економија
- Право
- Међународна безбедност

Докторске академске студије
- Менаџмент и бизнис
- Право и економија